# Heidberg (Reichshof)

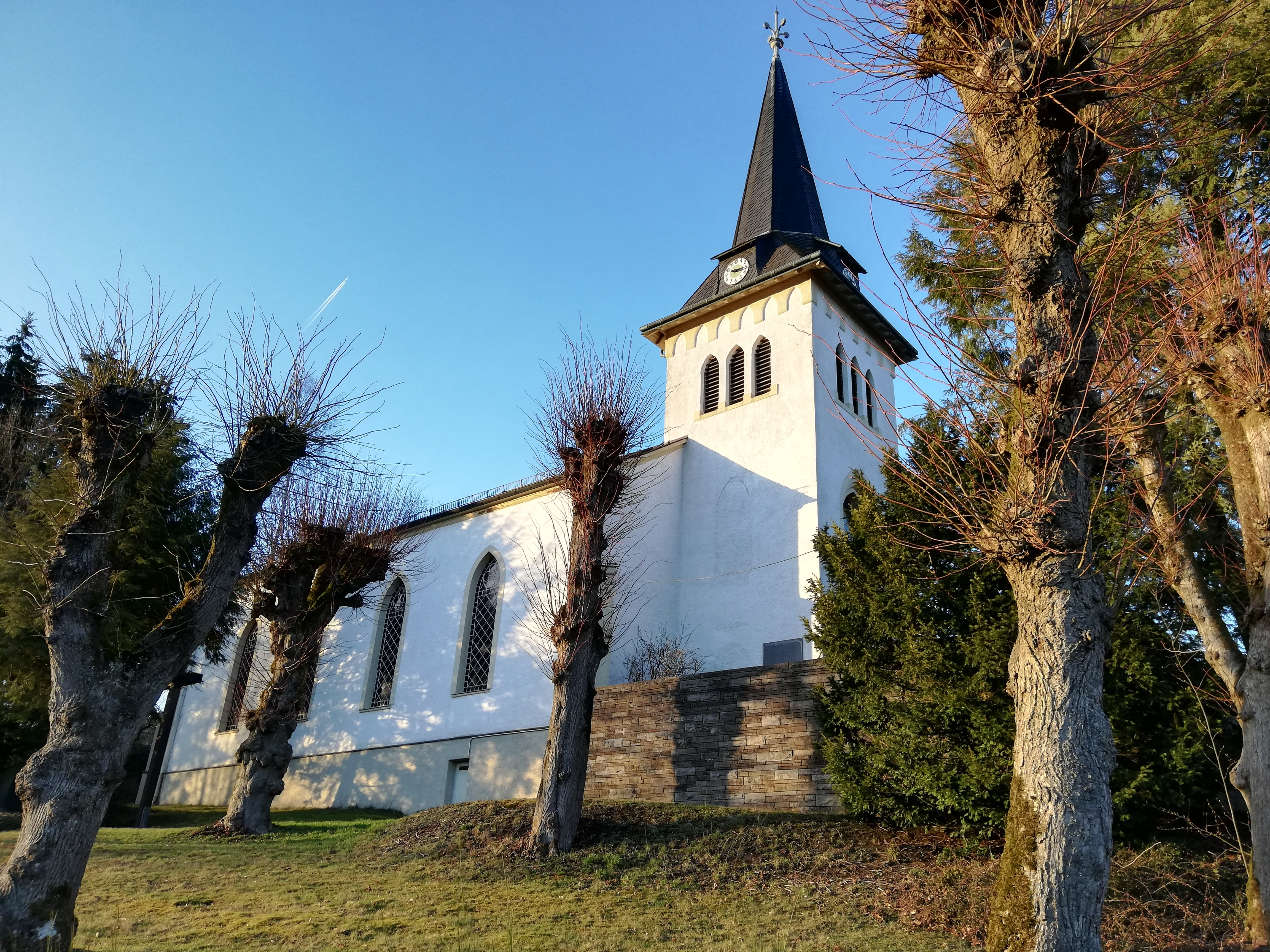
Evangelische Kirche Heidberg

Heidberg ist ein Ort von insgesamt 106 Ortschaften der Gemeinde Reichshof im Oberbergischen Kreis im nordrhein-westfälischen Regierungsbezirk Köln in Deutschland.

## Lage und Beschreibung
Die nächstgelegenen Zentren sind Gummersbach (24 km nordwestlich), Köln (61 km westlich), Siegen (45 km südöstlich) und Olpe (15 km östlich).

## Geschichte

### Erstnennung
1575 wurde der Ort das erste Mal urkundlich erwähnt. „Ort in der Karte von Arnold Mercator, in der auch eingezeichnet ist die Heitberger Smeltshütte.“
Die Schreibweise der Erstnennung war am Heitbergh.

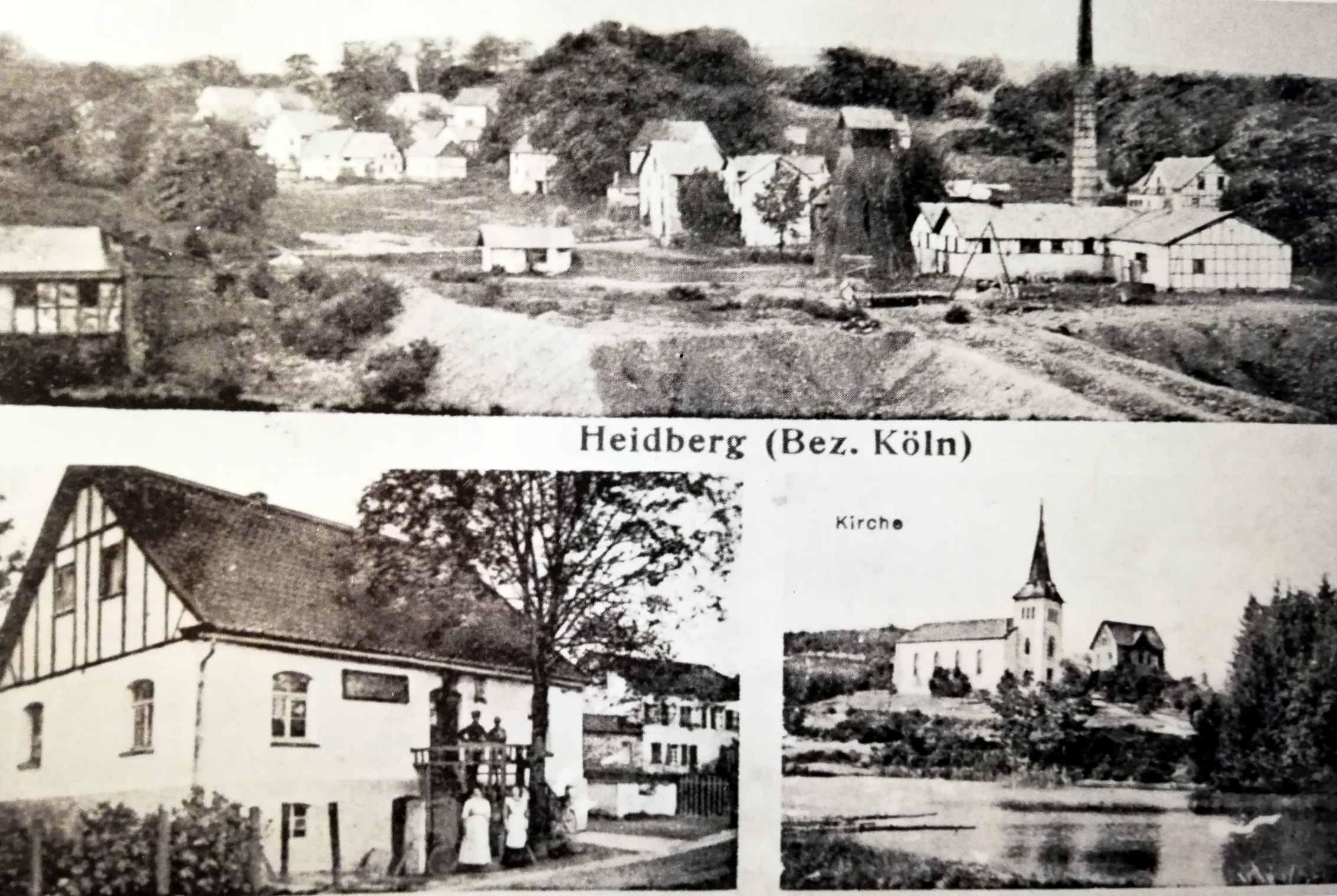
Ansichtskarte von 1910. Oben: Silbergrube. Unten links: Gasthof Gries. Rechts: Ev. Kirche Pfarrhaus Christlieb

### Die Silbergrube zu Heidberg
In der Grube Heidberg wurde bereits im Mittelalter Erz abgebaut, vor allem Silber und Blei. Im 17. Jahrhundert kam die Förderung wegen des Dreißigjährigen Krieges zum Erliegen. 1718 wurde sie reaktiviert und zusammen mit der Wildberger Grube verkauft. Hauptanteile hatte der Kölner Bankier Hack. Schon bald wurden zur Entwässerung Pumpen eingesetzt. 1770 erneuter Stillstand, bis 1870 die Londoner „West Prussian Mining Company“ übernimmt, welche die Jahresausbeute auf 2000 t pro Jahr steigert. Der Rückgang der Förderung ab 1879 bringt die Heidberger Grube endgültig zum Erliegen.
| Bevölkerungsentwicklung | Bevölkerungsentwicklung |
| Jahr                    | Einwohner               |
| ----------------------- | ----------------------- |
| 1991                    | 409                     |
| 2005                    | 447                     |
| 2006                    | 432                     |
| 2008                    | 443                     |
| 2017                    | 405                     |
| 2018                    | 437                     |
| 2019                    | 408                     |

## Vereinswesen
- Dorfgemeinschaft Heidberg
- Schützenverein Heidberg 1953 e. V.
- Reit- und Fahrverein Heidberg e. V.
- Trecker Club Heidberg

## Kirchliche Einrichtungen
- Ev. Kirchengemeinde im Oberen WiehltalEhemaliger Wasserspeicher der Silbergrube Heidberg. Bis 1976 Reservoir für die Wasserversorgung der Einwohner.

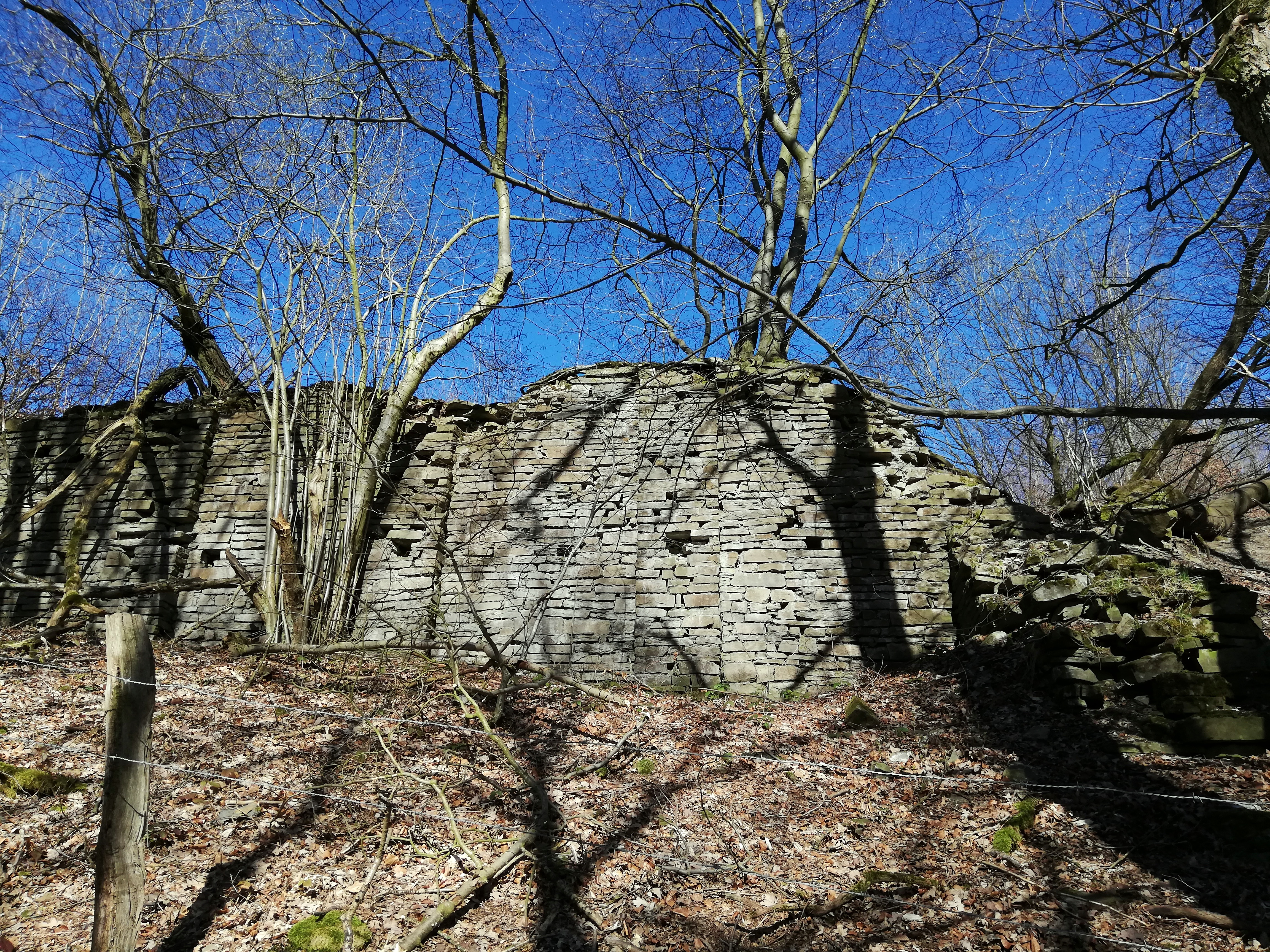
Ehemaliger Wasserspeicher der Silbergrube Heidberg. Bis 1976 Reservoir für die Wasserversorgung der Einwohner.

## Persönlichkeiten
- Fritz Becker (1892–1967), Generalleutnant sowie letzter Kampfkommandant von Bremen im Zweiten Weltkrieg
- Alfred Christlieb (1866–1934), 1896 bis 1934 Pfarrer in Heidberg. Überregional bekannter Prediger und Seelsorger.